# Wartezeit (Sozialversicherungsrecht)
Wartezeit ist ein Begriff aus dem deutschen Sozialversicherungsrecht, genauer gesagt wird der Begriff in der gesetzlichen Rentenversicherung verwendet.

## Definition
Wartezeit ist der Fachbegriff für die Mindestversicherungszeit. Denn um Leistungen der gesetzlichen Rentenversicherung in Anspruch nehmen zu können, müssen Versicherte ihr vorher eine gewisse Zeit angehört haben. Je nach Rentenart gelten Wartezeiten zwischen fünf und 45 Jahren, auf die unterschiedliche rentenrechtliche Zeiten angerechnet werden. Dies gilt unter Umständen auch für ausländische Versicherungszeiten; die Anrechnung wird hier nach über- und zwischenstaatlichen Regelungen vorgenommen.

## Verschiedene Mindestversicherungszeiten
- Die allgemeine Wartezeit von 5 Jahren[1] ist Voraussetzung für:
  - die Regelaltersrente,
  - die Renten wegen verminderter Erwerbsfähigkeit und
  - die Renten wegen Todes.

Angerechnet werden Beitragszeiten, Ersatzzeiten und zusätzliche Wartezeitmonate (s. u.).
- Eine Wartezeit von 15 Jahren[2] war Voraussetzung für:
  - die Altersrente wegen Arbeitslosigkeit oder nach Altersteilzeit (nur für Jahrgänge bis 1951) und
  - die Altersrente für Frauen (nur für Jahrgänge bis 1951).

Hier werden Beitragszeiten, Ersatzzeiten und zusätzliche Wartezeitmonate berücksichtigt.
- Die Wartezeit von 20 Jahren[1] ist Voraussetzung für die Rente wegen voller Erwerbsminderung für Versicherte, die die allgemeine Wartezeit vor Eintritt der vollen Erwerbsminderung nicht erfüllt haben, beispielsweise weil sie bereits seit Geburt/Kindheit behindert sind.

- Die Wartezeit von 25 Jahren[1] ist Voraussetzung für:
  - die Altersrente für langjährig unter Tage beschäftigte Bergleute und
  - die Rente für Bergleute ab 50 Jahre.

- Die Wartezeit von 35 Jahren[1] ist Voraussetzung für:
  - die Altersrente für langjährig Versicherte und
  - die Altersrente für schwerbehinderte Menschen.

Angerechnet werden Beitragszeiten, Ersatzzeiten, Anrechnungszeiten, Berücksichtigungszeiten und zusätzliche Wartezeitmonate.
- Die Wartezeit von 45 Jahren[1] ist Voraussetzung für die Altersrente für besonders langjährig Versicherte.

## Anrechenbare Zeiten
Auf die Wartezeiten von fünf, 15 und 20 Jahren werden Beitragszeiten (Pflichtbeitragszeiten z. B. bei Beschäftigung, Bezug von Entgeltersatzleistungen) und Ersatzzeiten (z. B. politische Haft in der DDR) sowie Zeiten aus dem Versorgungsausgleich (sog. zusätzliche Wartezeitmonate aus einem Zuschlag/Bonus) angerechnet. Auch Kindererziehungszeiten und Zeiten freiwilliger Beitragszahlung zählen zu den Beitragszeiten.
Beträgt die Wartezeit 35 Jahre, werden zusätzlich noch Anrechnungszeiten, Berücksichtigungszeiten oder die Zurechnungszeit berücksichtigt (bei Erwerbsminderungsrenten ist die Zurechnungszeit die Zeit vom Eintritt der Erwerbsminderung bis zur Vollendung des 62. Lebensjahres). Anrechnungszeiten sind beitragsfreie Zeiten, z. B. Zeiten der Schulausbildung nach dem vollendeten 17. Lebensjahr sowie Schwangerschafts- und Mutterschutzzeiten ohne Beitragszahlungen. Als Berücksichtigungszeiten werden z. B. Zeiten der Kindererziehung bis zum vollendeten 10. Lebensjahr anerkannt.
Auf die Wartezeit von 45 Jahren werden angerechnet Pflichtbeitragszeiten für eine versicherte Beschäftigung oder Tätigkeit, Berücksichtigungszeiten, Pflichtbeitragszeiten oder Anrechnungszeiten für den Bezug von Entgeltersatzleistungen der Arbeitsförderung (außer die letzten zwei Jahren vor Rentenbeginn, es sei denn, der Bezug von Entgeltersatzleistungen der Arbeitsförderung ist durch eine Insolvenz oder vollständige Geschäftsaufgabe des Arbeitgebers bedingt), Pflichtbeitragszeiten oder Anrechnungszeiten für den Bezug von Leistungen bei Krankheit und Übergangsgeld, Zeiten mit freiwilligen Beiträgen, wenn mindestens 18 Jahre mit Pflichtbeiträgen für eine versicherte Beschäftigung oder Tätigkeit vorhanden sind; dabei werden Zeiten freiwilliger Beitragszahlung in den letzten zwei Jahren vor Rentenbeginn nicht berücksichtigt, wenn gleichzeitig Anrechnungszeiten wegen Arbeitslosigkeit vorliegen, Ersatzzeiten. "Bonus-Monate" aus einem Versorgungsausgleich zählen nicht.
Gesetzlich Rentenversicherte erhalten bei ihrem zuständigen Rentenversicherungsträger Auskunft, ob sie bestimmte Wartezeiten erfüllen.